# André Chaumeix
Pour les articles homonymes, voir Chaumeix.

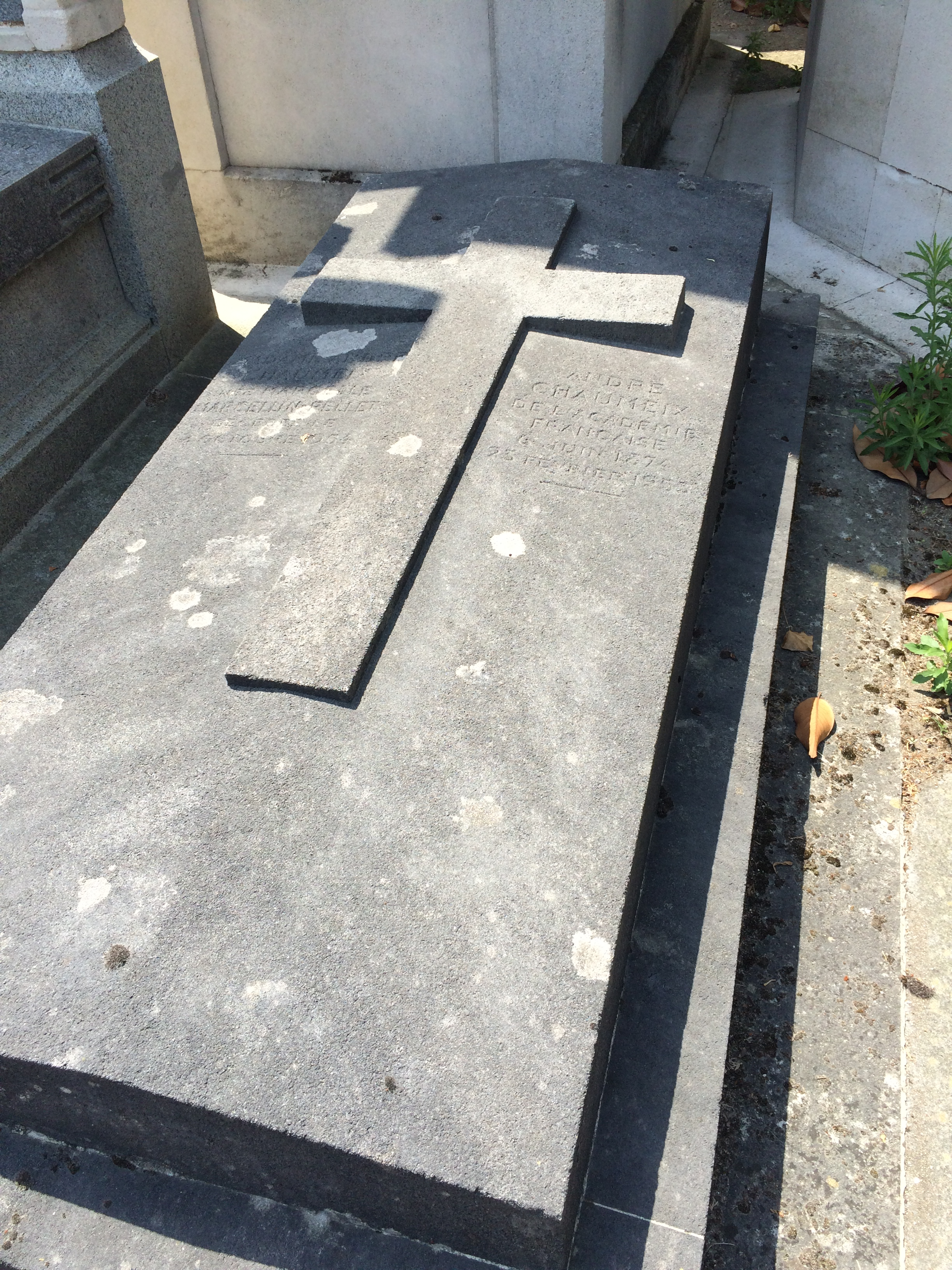
Tombe d'André Chaumeix au cimetière de Passy (div. 10), à Paris.

André Chaumeix, né le 6 juin 1874 à Clermont-Ferrand (Puy-de-Dôme) et mort le 23 février 1955 à Paris, est un journaliste et critique littéraire français, membre de l'Académie française.

## Enfance et études
Fils d'Alexandre Chaumeix et de Solange Fargeix, Henri Jean André Chaumeix fait ses études secondaires au lycée Henri-IV avant d'entrer à l’École normale supérieure en 1895. Il obtient une licence en droit et l'agrégation de lettres (1898) et passe deux années à l’École française de Rome.

## Carrière journalistique
Il entre en 1900 au Journal des débats, dont il devient rédacteur en chef en 1905.
Il collabore ensuite à des journaux tels que la Gazette des beaux-arts, Le Gaulois, où il est chargé de la rubrique littéraire, la Revue de Paris, qu’il dirige à partir de 1920, Le Figaro, dont il est rédacteur en chef de 1926 à 1930, la Revue des Deux Mondes, où il tient la rubrique littéraire avant d’en prendre la direction en 1937.

## Académie française et collaboration
Il est élu membre de l'Académie française le 22 mai 1930 au fauteuil de Georges Clemenceau. Il y acquiert une grande influence, faisant et défaisant les élections.
En 1933, il est chargé de recevoir sous la coupole l'écrivain François Mauriac, dont il apprécie peu le talent. Il prononce à cette occasion un discours d'anthologie émaillé de spirituelles perfidies, persiflant par exemple : « Vous êtes le grand maître de l'amertume […] À vous lire, monsieur, j'ai cru que vous alliez troubler l'harmonieuse image que je garde de votre région […] J'ai failli prendre la Gironde pour un fleuve de feu, et la Guyenne pour un nœud de vipères ».
À l'avènement du régime de Vichy en 1940, André Chaumeix, avec la majorité des académiciens, devient un partisan du Maréchal Pétain et de la collaboration d'État. Il écrit en 1941 dans la Revue des deux mondes un article programmatique en faveur de la Révolution nationale : « [Pétain] a voulu faire revivre les saines coutumes (…) qu’une politique insensée avait bannies pendant quarante ans et plus ». Il cautionne en termes choisis la toute nouvelle politique de collaboration annoncée à Montoire : « la France est une partie indispensable de l'Europe (…) Nul ne sait ce que sera le monde futur. Il est possible que nous ayons à remplir une mission utile et active. Nous ne la remplirons que si nous faisons figure d'une nation renouvelée ».
Dans la presse maurrasienne, il écrit ensuite pour contribuer à l'œuvre de « rénovation nationale » en maintenant le pur style français, pour stigmatiser la démocratie, « régime de la facilité », avec des accents monarchistes, et les écrivains des Lumières et les romantiques qui se sont mêlés au débat politique. Dans ces écrits mêlant considérations littéraires et politiques, il cite fréquemment Maurras.
Selon Philipponnat et Lienhardt, il serait peut-être l'un des modèles du personnage de l'écrivain opportuniste Gabriel Corte dans le roman Suite française d'Irène Némirovsky.
Il meurt le 23 février 1955, le même jour que Paul Claudel, également membre de l'Académie française. Il est inhumé au cimetière de Passy auprès de son épouse décédée en 1953.

## Décorations
- Commandeur de la Légion d'honneur (1935)[11]
- Ordre de la Francisque[12].